# Tiundalândia

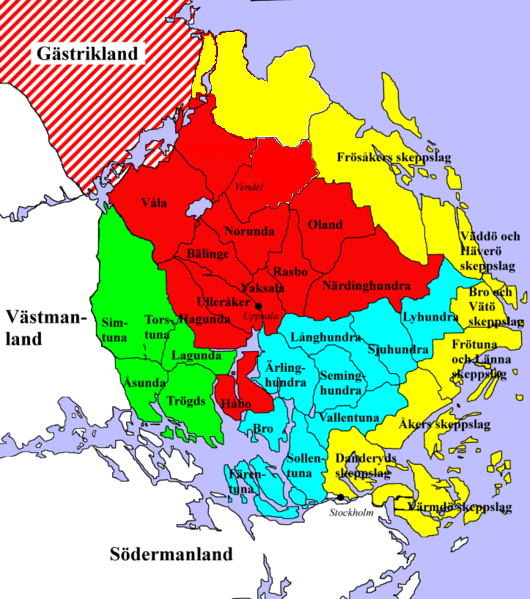
A Uplândia era formada por 3 "províncias históricas antigas" (folclândia):
Tiundalândia
Fiadrindalândia
Atundalândia

Tiudalândia (em latim: Tiundalandia; em sueco: Tiundaland; lit. "terra dos 10 hundredos") era uma das três folclândias ("províncias históricas antigas") que formavam a Uplândia, compreendendo sua porção sudeste, ao norte de Estocolmo. Seu nome se refere a seu papel de fornecer 1 000 homens e 40 navios à expedição dos reis suecos de Upsália.

## História
A Tiundalândia era uma das três folclândias ("províncias históricas antigas") que formavam a Uplândia. Aparece pela primeira vez em cerca de 1120, num documento de Florença. Segundo o historiador islandês do século XIII Esnorro Esturleu, a Suídia (terra original dos suíones e núcleo da Suécia) era formada pela Vestmânia, Sudermânia, Fiadrindalândia, Tiundalândia, Atundalândia e Sialândia, enquanto a Suécia ainda compreendia a Gotalândia Ocidental, Gotalândia Oriental, Varmlândia e as "marclândias". A Tiundalândia tinha seu legífero e um ting regional, que provavelmente existiu por todo o século XIII, mas talvez já existisse desde o XII. Mesmo após a codificação da Lei da Uplândia de 1296, manteve seu legífero e ting..
Birger, o legífero local, desempenhou um papel fundamental na comissão que produziu a Lei da Uplândia e Esnorro e Arngrim implicam que os legíferos da Tiundalândia tinha autoridade sobre outros no reino. A Lei da Sudermânia, escrita entre 1279 e 1285 e revisada em 1325, afirma que a Tiundalândia, Atundalândia e Fiadrindalândia deviam primeiro "levar" o rei, com o conselho de toda a Suécia no ting de Mora. Mora estava localizada na fronteira entre Atundalândia e Tiundalândia e era alcançado a curta viagem de Fiadrindalândia ou Upsália, o que deve tê-la tornado adequada como local de coroação dos reis antes do século XIV.